# Pamir
 Ovo je glavno značenje pojma Pamir. Za druga značenja pogledajte Pamir (razdvojba).
Planine Pamir nalaze se na sjecištu planinskih lanaca Tian Shan, Karakorum, Kunlun i Hindu Kush. 
Većina planina nalazi se u Tadžikistanu. Dijelovi Pamira prositiru se i u državama: Kirgistan, Afganistan i Pakistan. Wakhan koridor prolazi kroz Pamir.

## Geografija
Tri najviša vrha su Ismoil Somoni (od 1932.g. - 1962.g. poznat kao Staljinov vrh, te od 1962.g. - 1998.g. kao Vrh komunizma 7,495 m (24,590 ft); Vrh nezavisnosti 7,165 m (23,508 ft) ; Pik Korzhenevskoi 7,105 m (23,310 ft).
U gorju se nalazi i mnogo ledenjaka, uključujući i 72 km dugi ledenjak Fedchenko, najveći u bivšem SSSRu, najveći izvan polarne regije.

## Klima
Pamir je tijekom čitave godine prekriven snijegom. Duge i oštre zime, i kratka i hladna ljeta.

## Ekonomija
Ugljen se kopa na zapadnom dijelu, dok u ostatku regije vezane uz planine, glavni izvor zarade je uzgajanje ovaca.

## Prijevoz
Na jugoistočnom dijelu regije Pamir u Kini autocesta Karakorum spaja Pakistan i Kinu. Autocesta Pamir, je druga po najvišoj nadmroskoj visini (odmah iza autoceste Karakorum) i povezuje Dušanbe u Tadžikistanu i Oš u Kirgistanu kroz autonomnu regiju Gorno-Badahšan i glavna je linija opskrbe ove izolirane regije.

## Poveznice
- Nacionalni park Tadžik, UNESCO-ova svjetska baština, pokriva većinu Tadžikistanskog Pamira

## Vanjske poveznice
|  | Zajednički poslužitelj ima još gradiva o temi Pamir |

- Informacije i fotografije (engl.)
- The Pamirs. 1:500.000 - Turistička karta Gorno-Badahšan-Tadžikistana i informacije o regiji. Verlag „Gecko-Maps“, Switzerland 2004 (ISBN 3-906593-35-5) (engl.)
- Turistički ured u Horogu (Tadžikistan) Pamirs Tourism Association  Arhivirana inačica izvorne stranice od 26. lipnja 2007. (Wayback Machine) (engl.)